# Радієві руди
Ра́дієві ру́ди — мінеральні утворення з вмістом радію в кількостях, при яких його доцільно вилучати за сучасного рівня розвитку техніки й економіки. У зв'язку з тим, що радій розсіяний у земній корі в незначній кількості, він не утворює окремих мінералів, а входить як домішка до складу уранініту та його відміни — настурану, в яких нагромаджується головним чином у результаті радіоактивного розпаду урану. У зв'язку з високою міграційною здатністю радій може нагромаджуватися в природних водах у концентраціях, при яких можливе промислове його вилучення (наприклад, з вод нафтових родовищ). Головним джерелом радію зараз є уранові руди, з яких його вилучають як супутній елемент.